# 郝岳
郝岳（？—？），字子高，号聚崧，河南汝寧府光州人，明朝政治人物。

## 生平
己巳（官年）十月十六日生，治诗经。萬曆十九年（1591年）辛卯科河南鄉試第八十名舉人，二十三年（1595年）乙未科會試第二百二名，廷試三甲第九十四名進士，兵部觀政，本年八月授直隶江阴县知县，二十四年改教，二十七年升德安府同知，三十四年升本府知府。

## 家族
曾祖郝剛。祖郝文政。父郝钰。前母曹氏，母高氏。慈侍下。娶李氏，继娶金氏。子應甫、應申、應室、應臺。